# Taylor Averill
Taylor Averill (Portland, 5 de março de 1992) é um jogador de voleibol norte-americano que atua na posição de central.

## Carreira

### Clubes
Averill jogou voleibol universitário primeiramente pela Universidade da Califórnia em Irvine, depois transferiu-se para a Universidade do Havaí onde se formou em 2015. Logo após se transferiu para o voleibol europeu para atuar no italiano Pallavolo Padova. Em 2018, se transferiu para o voleibol francês para atuar pelo Chaumont Volley-Ball 52 Haute-Marne. Na temporada seguinte foi contratado pelo AS Cannes, onde conquistou o título do Campeonato Francês de 2020–21 e foi eleito um dos melhores centrais do torneio.
Em 2021, assinou contrato com o Indykpol AZS Olsztyn para atuar no voleibol polonês. Após defender as cores do clube da cidade de Olsztyn, Averill se transferiu para o Projekt Warszawa, conquistando em sua temporada de estreia o título da Copa Challenge de 2023–24.

### Seleção
Averill foi convocado para atuar pela na Copa Pan-Americana de 2014, onde foi vice-campeão. Em 2018, conquistou a medalha de bronze no Campeonato Mundial após derrotar a seleção sérvia por 3 sets a 1.

## Títulos
AS Cannes Volley-Ball
- Campeonato Francês: 2020–21

Projekt Warszawa
- Copa Challenge: 2023–24

## Clubes
| Anos      | Clube                               |
| --------- | ----------------------------------- |
| 2015–2017 | Pallavolo Padova                    |
| 2017–2018 | Revivre Milano                      |
| 2018–2019 | Chaumont Volley-Ball 52 Haute-Marne |
| 2020–2021 | AS Cannes                           |
| 2021–2023 | Indykpol AZS Olsztyn                |
| 2023–2024 | Projekt Warszawa                    |
| 2024–     | Vero Volley Monza                   |

## Prêmios individuais
- 2021: Campeonato Francês – Melhor central
- 2024: Jogos Olímpicos – Melhor central